# Икар и мудрецы
«Икар и мудрецы» — мультфильм 1976 года, лаконичный рисованный фильм-притча режиссёра Фёдора Хитрука.

## Создатели
- Автор сценария и режиссёр — Федор Хитрук
- Художники-постановщики — Владимир Зуйков, Эдуард Назаров
- Композитор — Шандор Каллош
- Оператор — Михаил Друян
- Звукооператор — Владимир Кутузов
- Мультипликаторы: Виолетта Колесникова, Александр Горленко, Дмитрий Куликов, Юрий Кузюрин, Владимир Пальчиков, Александр Панов, Татьяна Померанцева
- Ассистенты: Татьяна Лытко, Людмила Кошкина, П. Старосельский
- Текст читает — Яков Смоленский
- Монтажёр — Изабелла Герасимова
- Редактор — Аркадий Снесарев
- Директор картины — Любовь Бутырина

## Сюжет
В античном обществе жизнь течёт спокойно и неспешно. Каждый уже нашёл своё место в жизни. Люди посвящают досуг философским беседам — о смысле бытия и прочем. Но среди них живёт чудак — Икар, который пытается воплотить в жизнь безумную, с точки зрения прогрессивного античного общества, идею: летать подобно птицам.
Все его попытки кончаются падением с небес на землю. На каждое такое падение очередной мудрец изрекает очередную неоспоримую истину, например, «Quod licet Jovi, non licet bovi» («Что позволено Юпитеру, не позволено быку»). Подобные поднимающиеся облаком к небесам изречения формируются в монолитные памятники и обрушиваются на Икара или чинят препоны его новым попыткам на пути к цели. Но однажды происходит чудо, и Икар, прыгнув с горы, взмывает в небо. Его полёт (сопровождаемый музыкой Шандора Каллоша) производит в обществе мудрецов панический переполох, и те начинают выдавать всё новые и новые изречения, которые чёрной непроницаемой тучей смыкаются вокруг Икара и губят его. Чёрный монумент с изображением Икара и надписью «Bene qui stat non moveatur» («Кто хорошо стоит, тому не нужно двигаться» (Рождённый ползать летать не может)) обрушивается вниз на постамент.
Идёт время, мудрецы обустраивают в окрестностях посвящённого гибели Икара монумента свои школы, где воспитывают на своих догмах учеников и провозглашают свои неоспоримые истины. Но однажды один ученик отвлекается от своей зубрящей нудные догматы группы и обнаруживает у основания чёрного монумента перья. Он собирает из них крылья и, взбежав на гору, бросается в полёт, становясь идейным продолжателем Икара.

## Латинские изречения, использованные в мультфильме
- Quod licet Jovi, non licet bovi — Что позволено Юпитеру, не позволено быку
- Pes sic tendatur ne lodix protereatur — По одёжке протягивай ножки (дословно «не шей платье более (чем имеешь) ткани», смысл тот же что и у других пословиц «не претендуй на многое, имея малое» [2])
- Festina lente — Тише едешь — дальше будешь (Поспешай медленно)
- Mensura omnium rerum optima — Есть мера для всего
- Est avis in dextra (melior quam quattuor extra) — Лучше синица в руке (чем журавль вдалеке)
- Homo proponit sed deus disponit — Всяк сверчок знай свой шесток (Человек предполагает, а Бог располагает)
- Ne sutor supra crepidam (judicet) — Сапожник, (суди) не выше сапога
- Via trita via tuta — Проторённый путь безопасен (Выше головы не прыгнешь)
- Quo altior gradus tanto profundior casus — Чем выше поднимаешься, тем глубже падать
- Bene qui stat non moveatur — Кто хорошо стоит, тому не нужно двигаться (Рождённый ползать летать не может — надпись на памятнике Икару)

## Издания
Мультфильм неоднократно выпускался на DVD — в сборниках мультфильмов:
- «Волшебные крылья» (Союзмультфильм), мультфильмы на диске: «Гуси-лебеди»(1949), «Волшебная птица»(1953), «Икар и мудрецы»(1976), «Фаэтон - сын Солнца»(1972), «Балерина на корабле»(1969), «Крылья дядюшки Марабу»(1969), «Прежде мы были птицами»(1982), «Человек в воздухе»(1993).[3]

## Награды
- 1977 — Χ Всесоюзный кинофестиваль в Риге — 2-я премия по разделу мультфильмов присуждена м/ф «Икар и мудрецы».[4]

## О мультфильме
Картина про трогательного, простодушного Икара, уничтоженного унылыми мудрецами.— Дина Годер